# 白井善三郎
白井 善三郎（しらい ぜんざぶろう、1932年ごろ - ）は、日本の元ラグビー選手及び同指導者で、現在は実業家。

## プロフィール
- 福岡県出身。
- 現役時代のポジションはフランカー(FL)。

## 来歴
鍋料理の『博多水炊き』専門店、新三浦の三代目店主であり、金野滋・日本ラグビーフットボール協会（以下、日本協会）会長時代には、同協会専務理事を務めた。
福岡県立福岡高等学校2年の時にラグビーを始め、早稲田大学（以下、早大）商学部に進学後も、ラグビー部で活動。卒業後は実家の店を継いだが、1963年、築地に新三浦を進出させると、拠点を東京に移し、母校、早大ラグビー部のアシスタントコーチに就任。1968年度、早大監督に就任し、同年度の全国大学ラグビーフットボール選手権大会決勝で、慶應と14－14の同点優勝をもたらした（しかし、日本ラグビーフットボール選手権大会の出場権は抽選の結果、慶應に奪われた）。なお、早大監督は同年度限りで退任。
その後、1970年に創設されたばかりの帝京大学ラグビー部を指導し、同チームの関東大学ラグビー対抗戦グループ加入に尽力した後、1978年度シーズンより2年間、早大監督を務めた。
その後は日本協会の理事として、ラグビー中継の解説者等で活動。上記の通り、後に専務理事となった。